# Вест Хилс (Њујорк)
Вест Хилс (енгл. West Hills) насељено је место без административног статуса у америчкој савезној држави Њујорк.

## Демографија
По попису из 2010. године број становника је 5.592, што је 15 (-0,3%) становника мање него 2000. године.
| Група             | 2000.         | 2010.         |
| Белци             | 5.184 (92,5%) | 4.850 (86,7%) |
| Афроамериканци    | 50 (0,9%)     | 70 (1,3%)     |
| Азијати           | 191 (3,4%)    | 301 (5,4%)    |
| Хиспаноамериканци | 135 (2,4%)    | 304 (5,4%)    |
| Укупно            | 5.607         | 5.592         |